# Kaplica św. Anny w Qrendi
Kaplica Świętej Anny (malt. Il-Kappella ta’ Sant’ Anna, ang. St. Anne’s Chapel) – rzymskokatolicka kaplica w wiosce Qrendi na Malcie.

## Historia
Kaplica została zbudowana jako wypełnienie obietnicy złożonej przez niejakiego Giovanniego Schembriego podczas oblężenia Malty w 1565, że jeśli Turcy odstąpią od oblężenia, a on i jego rodzina nie ucierpią, zbuduje kaplicę poświęconą Matce Bożej. W 1575 kaplica jeszcze nie została zbudowana, ponieważ Mons. Pietro Dusina nie wymienia jej w swoim sprawozdaniu z tego roku. Vincent Borg w swojej książce „Marian Devotions in the Island of St Paul (1600–1800)” pisze, iż Schembri dotrzymał obietnicy. Z akt notariusza Giuliano Briffy, datowanych na wrzesień 1585 wynika, że kaplica była poświęcona Narodzeniu Najświętszej Maryi Panny; tytuł, który był odpowiedni, ponieważ zwycięstwo nad Turkami miało miejsce w to święto, 8 września.

Poświęcenie nowo zbudowanej świątyni nastąpiło 6 września 1589. Dokonał tego proboszcz parafii Żurrieq, do której należała wówczas wioska Qrendi. Święto tytularne obchodzono 8 września. Ponadto 26 lipca odprawiano mszę śpiewaną i nieszpory ku czci św. Wenerandy, która jest również namalowana na obrazie tytularnym.

W 1598 biskup Tomás Gargallo wizytował kaplicę, określił ją jako „niedawno zbudowaną”. Oprócz ołtarza znajdowały się tam szaty liturgiczne i inne przybory niezbędne do kultu.

W 1796 roku wezwanie kaplicy zostało zmienione na św. Anny, matki Maryi Panny. Nie wiadomo dlaczego dokonano tej zmiany, być może zaczęto się do niej odwoływać, ponieważ na obrazie tytularnym znajduje się św. Anna z małą Maryją. W tym samym roku kościół został odrestaurowany przez ówczesnego proboszcza ks. Antona Mizziego i opiekuna kaplicy ks. Ġanniego Borga. Możliwe też, że renowacja była rozległa, i elewacja kościoła również uległa zmianie, ponieważ jej styl nie wskazuje, iżby pochodziła z XVI wieku.

Na początku XXI wieku kaplica przeszła ponowną renowację, tym razem staraniem parafii Qrendi i Rady Lokalnej Qrendi w ramach projektu Qrendi Parish Millennium.

## Architektura

### Wygląd zewnętrzny
Imponująca fasada oskrzydlona jest dwoma pilastrami wspierającymi belkowanie. Centralnie umieszczone drewniane drzwi w zdobionej kamiennej ramie, półkoliście zakończone, zwieńczone są takimże w kształcie wąskim gzymsem. Po obu stronach wejścia prostokątne okna z ramą, zabezpieczone kratą, przez które wierni mogli adorować Najświętszy Sakrament w czasie, kiedy kaplica była zamknięta. Ponad gzymsem kwadratowe okno doświetlające wnętrze, zakończone lekkim łukiem, a nad nim lekko odchylona od lica ściany gładka kamienna tarcza, której kształt wskazuje, że mogła być przygotowana do umieszczenia na niej herbu. Centralnie na belkowaniu wznosi się niewielka dzwonnica bell-cot, z dwoma esownicami po bokach, półkoliście zakończona, z kamiennym krzyżem na szczycie. Na krańcach belkowania, nad pilastrami kamienne szyszki na niewielkim postumencie. Przed kaplicą jest wąski placyk.

### Wnętrze
Wnętrze kaplicy ma kształt prostokąta, przykryte jest sklepieniem kolebkowym podtrzymywanym pięcioma łukami, wspartymi na biegnącym wzdłuż bocznych ścian fryzie. Pod nim, jako przedłużenie ramion łuków, stoją proste toskańskie pilastry. W kaplicy jest ołtarz główny pośrodku, i dwa małe ołtarze, po jednym z każdej strony.

Obraz tytularny w ołtarzu głównym przedstawia Maryję z Dzieciątkiem jako główne postaci, po prawej stronie obrazu św. Anna, za nią w tle św. Jan Chrzciciel z krzyżem oplecionym szarfą z napisem „ECCE AGNUS DEI” (Oto Baranek Boży), patrzący na Dziecię Jezus. Po lewej stronie obrazu zza Madonny wyłania się figura św. Wenerandy z krzyżem w dłoni. Trzeba zaznaczyć, że fundator kaplicy miał na imię Jan, a 26 lipca obchodzone jest również święto św. Wenerandy. Nie jest znany czas powstania obrazu, ani jego autor. Obraz otoczony jest ramami z brązowego oraz czarnego marmuru z białymi ozdobami, całość wieńczy złamany trójkątny fronton z przedstawieniem Ducha Świętego pod postacią gołębicy. Na prawym ołtarzu bocznym figura św. Rocha, ponad ołtarzem obraz ex-voto oraz wota ze srebra, głównie przedstawiające rękę lub nogę. To samo znajduje się ponad lewym ołtarzem. Na środku kaplicy z sufitu zwisa posrebrzana lampa. Kaplica wyposażona jest również w zestaw dużych świeczników, na ścianach stacje Via Crucis w kwadratowych ramach. Na cokole pod prawą ścianą półtorametrowa figura św. Anny z małą Madonną, naprzeciw, w lewej ścianie drzwi prowadzące do niewielkiej zakrystii, dobudowanej w okresie późniejszym. Na tylnej ścianie, ponad drzwiami, drewniana galeria, na którą można wejść po drabinie przez niewielki właz.

## Kaplica dzisiaj
Kaplica jest rzadko otwierana, jedynie w święto patronalne oraz czasem spotykają się w niej grupy modlitewne.

## Święto patronalne
Święto patronalne kaplicy przypada 26 lipca.